# Je, François Villon, voleur, assassin, poète...

Je, François Villon, voleur, assassin, poète... est un téléfilm français réalisé par Serge Meynard, adapté du roman Je, François Villon (2006) de Jean Teulé, et diffusé le 10 juin 2011 sur France 2.

## Synopsis
Séparé à sa naissance de sa mère qui n'a que le temps de le confier à un membre de sa famille, Guillaume de Villon, alors qu'il aurait dû être tué, François va aussi bien fréquenter les tavernes mal famées du Quartier latin que la Cour du Duc d'Orléans, en passant par les bancs de l'université. Ce poète merveilleux en même temps que canaille de peu de morale aura une vie où bagarres, vols, emprisonnements et bannissement final s'enchaîneront. En quittant Paris, Villon disparaîtra.

## Fiche technique
- Réalisation : Serge Meynard
- Scénario : d'après le roman de Jean Teulé
- Photographie : Bruno Privat
- Décors : Philippe Hézard
- Costumes : Sophie Dussaud
- Pays :  France
- Durée : 90 minutes

## Distribution
- Francis Renaud : François Villon
- Philippe Nahon : Guillaume de Villon
- Patrick Lizana : Thibaut d'Aussigny
- Sagamore Stévenin : Colin de Cayeux
- Quentin Baillot : Guy Tabarie
- Hélène de Saint-Père : Catherine de Bruyère
- Gaëlle Bona : Isabelle
- Denis Lavant : Bezon
- Damien Jouillerot : Robin Dogis
- Jean-François Gallotte : Maître Polonus
- Brigitte Boucher : Margot
- Bruno Lochet : Tressecaille
- Prune Beuchat : Marion
- Marc Prin : Le Procureur